# Bactrocera nigrescens
Bactrocera nigrescens
 es una especie de insecto díptero que Drew describió científicamente por primera vez en 1968. Esta especie pertenece al género Bactrocera de la familia Tephritidae.  